# Tamara Jenkins
Tamara Jenkins (Filadélfia, 2 de maio de 1962) é uma roteirista, cineasta e atriz norte-americana. Como reconhecimento, foi nomeada ao Oscar 2008 na categoria de Melhor Roteiro Original por The Savages.